# Gare de Bourcy
La gare de Bourcy est une ancienne gare ferroviaire belge de la ligne 163, de Libramont à Gouvy située à Bourcy, section de la commune de Bastogne, dans la province de Luxembourg en Région wallonne.
Mise en service en 1884 par les Chemins de fer de l'État belge, elle ferme en 1991.

## Situation ferroviaire
Établie à 515 m d'altitude, la gare de Bourcy était située au point kilométrique (PK) 39,0 de la ligne 163, de Libramont à Saint-Vith entre le point d'arrêt de Bizory et la Gare de Tavigny.

## Histoire
La halte de Bourcy est mise en service le 20 février 1884 par les Chemins de fer de l'État belge lors de l'entrée en fonction de la section de Bastogne-Sud à Limerlé, prolongée vers Gouvy le 26 octobre 1885.
Elle est alors administrée depuis la station de Tavigny. Toutefois, en 1885 l'État belge inverse la situation en donnant à Bourcy le statut de station responsable des haltes de Tavigny et Limerlé.
Entre 1889 et 1959, Bourcy constituera le terminus de la ligne de tramway 504 Bourcy - Houffalize, avec des installations pour le transbordement des marchandises. La cour à marchandises est alors dotée d'une halle à marchandises, contrairement aux gares de Tavigny et Limerlé.
La ligne de Bastogne à Gouvy perd ses trains de voyageurs avec l'instauration du plan IC-IR le 3 juin 1984.
En 1986, la SNCB ferme aux marchandises la section de Bourcy à Gouvy. La section de Bastogne à Bourcy restera utilisée jusqu'en 1991. Les rails sont démantelés en 1996 entre Bastogne et Gouvy.

## Patrimoine ferroviaire
Le bâtiment des recettes, appartenant au plan type 1873, sert d'habitation particulière.